# نادي غرناطة لكرة السلة
نادي غرناطة لكرة السلة (بالإسبانية: Club Baloncesto Granada)‏ كان فريق كرة سلة إسباني للمحترفين تأسس في سنة 1994 يقع في غرناطة، أندلوسيا. كان من أبرز لاعبيه بوبس منساه بونسو وريتشارد هندريكس. تم حل الفريق في مايو 2012.

## وصلات خارجية
- الموقع الرسمي